# Janet Norton Lee Bouvier Auchincloss Morris
Janet Norton Lee Bouvier Auchincloss Morris (3 de dezembro de 1906–22 de Julho de 1989) foi a mãe da primeira-dama dos Estados Unidos da América Jacqueline Lee Bouvier Kennedy Onassis.
Frequentemente apoiava sua filha como anfitriã em suas funções oficiais da Casa Branca. Entretanto, como arrivista com mania social, ela sentia que sua filha, Jackie, havia se casado com alguém de nível social mais baixo do que ao dela por nascença (da Família Kennedy).

## Vida familiar
Janet Norton Lee era a filha de James Thomas Lee (1877 — 1968) e de sua esposa,  Margaret A. Merritt (1878 — 1943). Estudou em Sweet Briar College e, mais tarde, em Vassar College, mas não graduou-se por nenhuma das instituições. Seu avô paterno, um imigrante irlandês, foi um superintendente de escolas públicas, mas Janet prefiria dizer às pessoas que era um veterano da Guerra Civil Americana nascido em Maryland. Janet tinha duas irmãs: Winifred Norton Lee (Sra. Franklin d'Olier) e Marion Norton Lee (Sra. John J. Ryan Jr.).

## Casamentos
Janet casou-se três vezes. Seu primeiro marido foi John Vernou Bouvier III, também conhecido como Black Jack, por sua cor dramaticamente morena. Casaram em 7 de Julho de 1928 e tiveram duas filhas: Jacqueline Lee (28 de Julho de 1929 — 19 de Maio de 1994) e Caroline Lee Radziwill (3 de Março de 1933). O casamento acabou em separação em 1936, devido aos relacionamentos de Black Jack Bouvier com diversas mulheres e ao fato de ele beber demais. Houve uma breve reconciliação que durou alguns meses em 1937, mas Janet se divorciou em 1940 de Black Jack.
O segundo marido de Janet foi Hugh D. Auchincloss, um advogado e herdeiro da Standard Oil. Janet tornou-se sua terceira esposa. Casaram em 21 de Junho de 1942 e tiveram dois filhos: Janet Jennings Auchincloss Rutherfurd (1945—1985), que brevemente namorou John Kerry, o candidato presidencial democrata de 2004, enquanto era uma estudante em Miss Porter's School; e James Lee Auchincloss, nascido em 1947.
Seu terceiro casamento, depois da morte de Auchincloss, foi com Bingham "Booch" Morris em 25 de Outubro de 1979. No entanto, eles se separaram em 1981, e o casamento oficialmente só acabou com a morte de Janet oito anos depois. Faleceu aos 81 anos e sofria do Mal de Alzheimer.